# Na pastwisku, pejzaż z okolicy Radziejowic
Na pastwisku, pejzaż z okolicy Radziejowic (krajobraz ze stadem krów), obraz - akwarela polskiego malarza Stanisława Masłowskiego (1853–1926) malowana w 1907 roku, w Radziejowicach, Muzeum Narodowe w Warszawie.

## Opis
Obraz malowany techniką akwarelową, w Radziejowicach, pochodzący z 1907 roku, o wymiarach: szerokość 43,9 cm; wysokość 29,6 cm, sygnowany u dołu po prawej: "ST.MASŁOWSKI.|11/XI.907.W RADZIEJOWICACH.", jest pejzażem  przedstawiającym - widok - na pierwszym planie - rozległej płaszczyzny pastwiska, zaś na dalszym planie - stada krów z ludzką figurą pastucha w jesiennym, obszernym płaszczu, z ciemnym nakryciem głowy. W głębi, na jeszcze dalszym planie, zaznaczono figury drzew i krzaków. Około jednej trzeciej płaszczyzny obrazu zajmuje szarawe, dość jednolite, typowe dla późnej jesieni niebo, z pasem równomiernego zachmurzenia nad horyzontem. Całość obrazu jest utrzymana przeważnie w ciepłej brązowo-brunatnej i szarej tonacji, bez ostrych kontrastów kolorystycznych.

## Dane uzupełniające
Obraz powstał na początku okresu 1907-1926, w latach "ekspansji twórczej" - jak to określiła Halina Cękalska-Zborowska - w latach "najpełniejszych możliwości wypowiedzi w wielu świetnych pracach. Ten okres zaczyna Masłowski w Radziejowicach"[...]
W początkowych latach XX stulecia - 1904–1907 - powstały - jak to podkreślał Tadeusz Dobrowolski - zarówno jego pejzaże z Rzymu, na przykład akwarela ze spiżowymi końmi na Kapitolu z r. 1904 jak i wiele krajobrazów  o tematyce polskiej, do której zaliczał 'Staw w Radziejowicach' z 1907 roku
Zdaniem syna artysty, historyka sztuki Macieja Masłowskiego - były to dla twórczości malarza lata "rozkwitu i schyłku" - po okresie "burzy i fermentu" lat 1890–1907 - zakończenie wieloletnich poszukiwań i krystalizacji talentu artysty
Omawiany tu obraz należy do szeroko reprezentowanej w twórczości Masłowskiego tematyki wiejskiego pejzażu mazowieckiego. Należy on do grupy pejzaży z Radziejowic - "pełnych uroku" [...] a zarazem dekoracyjności, dzięki skojarzeniu "graficznej czytelności kreski z malarskością plamy"
O pracach artysty z Radziejowic pisał jego syn historyk sztuki Maciej Masłowski (1956) następująco: "Niełatwo jest pisać o pejzażach z Radziejowic, trzeba by  mieć naprawdę jakieś piórko flaminga czy rajskiego ptaka, tyle w nich subtelności linii i delikatności koloru. Jest to na pewno szczyt małej formy Masłowskiego, gdzie łączył graficzną czytelność kreski z malarskością plamy, gdzie wyciągał swoje własne wnioski zarówno z impresjonizmu, jak i z moderny."[...] "W 1907 r., jako zamknięcie tego długiego okresu poszukiwań i krystalizacji talentu, po paroletniej przerwie wypełnionej pobytem w mieście i eksperymentami pracowni, powstają niewielkie wymiarami, ale doprawdy wielkie poziomem pejzaże z Radziejowic, stawy i pastwiska. Malowane były bardzo późną jesienią, kiedy natura cała komponowała się jako niezwykle trudny w kolorze dywan, w tonacjach przygasłych brązów, zieleni, chromów, kiedy rysowały się jak koronki ażury gałązek, kropki i przecinki nielicznych, pozostałych na drzewach liści, kiedy najwytworniejszy kolor łączył się z najwytworniejszym rysunkiem."
Okoliczności powstania obrazu w Radziejowicach charakteryzuje skierowana do artysty korespondencja Edwarda Krasińskiego. 
Pisał on w liście - prawdopodobnie z 3 listopada 1907 roku: "Kochany Panie
Z wielkim entuzjazmem dowiedziałem się, że Pan ma chęć odwiedzić mnie w Radziejowicach i gniewałbym się srogo, gdyby Panu coś w tym zamiarze stanęło na przeszkodzie. List Powichrowskiego się ze mną minął, dlatego nie dawałem odpowiedzi. Jadę do domu pojutrze  5 list[opada], we wtorek rano, pociągiem wychodzącym z Warszawy o godz. 9 rano; proszę razem ze mną jechać, to Panu droga krótszą będzie; oczekuję odpowiedzi, mam nadzieję pomyślnej. Wyrazy głębokiego szacunku załączam."
Po przybyciu na miejsce, artysta w liście do żony datowanym "Radziejowice , 6.XI.1907" pisał: "Dojechaliśmy szczęśliwie; jest tutaj tyle obrazów dokoła, że tylko siadać i malować. Liście złote i złocistobursztynowe drżą nad drzewami niby motyle powietrzne lekko i pięknie[...] Nie trzeba daleko chodzić, bo o 10 kroków od zamku najpiękniejsze obrazy mistrzyni jesień roztoczyła." [...]
W innym liście z datą taką, jak na sygnaturze niniejszego obrazu - "11 XI 1907" - pisał: "Wielkich obrazów, jakie zamierzałem malować, nie mogę robić. Zanim papier dojechał do Radziejowic, wszystkie piękne liście mróz  zważył i drzewa ogołocił. Pozostało więc malowanie na polu. Marznę na kość, ale robię, co mogę, że jednak akwarela nie schnie, więc idzie to trudno. Ale idzie. Okolica miła, a teraz mgły wymarzone[...] zamek starodawny po Radziejowskim - piękny - a sień pełna 'zwierzątek' naturalnie wypchanych. Stoi więc u wejścia niedźwiadek, ryś i wilk. Dużo też ptaków, błotnych i wodnych, jest nur, rodzaj bezlotka, bardzo rzadki kulon ugorowy, pierwszy raz go tu widzę. Na stawie, przed zamkiem kaczki dzikie. W lasach i zagajach napotykamy bażanty, a ze 'zwierzątek' zajączki i stada sarenek.
Dzisiaj wieczorem niebo usiane gwiazdami, noc śliczna, a Wielka Niedźwiedzica, zaraz przed gankiem, błyszczy diamentami na omglonym horyzoncie.
Hr. Krasiński zaprasza Was do Radziejowic na lato. Podziękowałem mu, ale skorzystać z tej uprzejmości byłoby trudno.[...]
Tutaj hrabia ma jakiś zegar grający, taki jak to bywają szkatułki grające. Dobrze, że nie gramofon. Ale za to w kredensie  jest zegar z kukułką, która godziny wykukuje. W tej tutaj ciszy zupełnej ma to dziwny urok.[...]
Program dzienny jest inny niż u nas, bo 'arbata' o 9, obiad o 1 i kolacja o 9. Wszystko punktualnie. Jeśli pogoda, nie urządzam drzemki, lecz idę w pole malować. W niedzielę od obiadu padał deszcz, tak że postanowiłem już wracać, ponieważ dziś jednak wieczór dobrze na jutro wróży, jeszcze zostanę dni parę"[...]
Obraz był reprodukowany między innymi w: 
- Tygodnik Illustrowany 1908, zesz.1, s.9 - jako ilustracja zatytułowana: "Pastwisko jesienne"[13]
- Stanisław Masłowski – Materiały do życiorysu i twórczości, oprac. Maciej Masłowski, Wrocław 1957, wyd. „Ossolineum” (w serii Źródła do dziejów sztuki polskiej, t.VII) - jako ilustracja czarno-biała nr 57 zatytułowana: "Pastwisko jesienne, akw. 1907 r., pracownia fot. PIS, wg reprodukcji w 'Tygodniku Ilustrowanym' 1908" - spis ilustracji - "ryciny poza tekstem", s.357
- serii reprodukcji oprawnych Domu Książki - z naklejką na odwrocie, z następującym nadrukiem: "Stanisław Masłowski m. polski 1853-1926 Na pastwisku w Radziejowicach akwarela Reprodukcję wykonała Graficzna Pracowania Doświadczalna  w Łodzi Dom Książki [...] Rok produkcji 1985" [...]

## Literatura
- Halina Cękalska-Zborowska: Wieś w malarstwie i rysunku naszych artystów, Warszawa 1969, wyd. Ludowa Spółdzielnia Wydawnicza
- Tadeusz Dobrowolski: Nowoczesne malarstwo polskie, t.2, Wrocław-Kraków, 1960, wyd. "Ossolineum"
- Polski Słownik Biograficzny, Wrocław – Warszawa – Kraków – Gdańsk, 1975, wyd. „Ossolineum”, tom XX/1, zesz.84
- Stanisław Masłowski – Materiały do życiorysu i twórczości, oprac. Maciej Masłowski, Wrocław 1957, wyd. „Ossolineum” (w serii Źródła do dziejów sztuki polskiej, t.VII)
- Stanisław Masłowski - Akwarele - 12 reprodukcji barwnych", Warszawa 1956, ze wstępem Macieja Masłowskiego, wyd. Sztuka
- Ludwik Grajewski: Bibliografia ilustracji w czasopismach polskich XIX i pocz. XX w. (do 1918 r.), Warszawa 1972, Państwowe Wydawnictwo Naukowe